# Vladimir Trifunović
Vladimir Trifunović (Rakelići, 1938 – Belgrado, 17 gennaio 2017) è stato un generale maggiore dell'Esercito Popolare Jugoslavo.
È stato comandante del 32º Corpo della JNA-Varaždin.

## Biografia
Nell'estate del 1991 Trifunović era al comando del Trentaduesimo corpo della JNA di stanza a Varaždin, in Croazia. Dopo lo scoppio delle ostilità, la guardia nazionale croata decise di assediare la caserma di Varaždin, dove Trifunović e i suoi soldati si erano rifugiati.
Il generale Trifunović rimase intrappolato, insieme a 220 soldati e 60 ufficiali senza acqua ed elettricità. L’ordine da parte di Belgrado era quello di tenere duro e combattere ad ogni costo. Trifunović decise invece di avviare un dialogo con le autorità croate. Trifunović e i suoi uomini, dopo aver disarmato le proprie armi lasciando quasi nulla ai nemici, rientrarono in Serbia.
Dopo essere tornato in Serbia, nel gennaio 1992 Vladimir Trifunović venne arrestato per poi essere processato per "atto criminale di indebolimento delle capacità militari e di difesa".
Nel 1994, dopo due assoluzioni, il tribunale militare lo condannò a 11 anni di detenzione per tradimento e consegna di armi al nemico.
Trifunović riuscì però ad essere scarcerato nel 1997, su forti pressioni dell'opinione pubblica democratica e dell'allora presidente della Jugoslavia: Zoran Lilić.
Solamente nel 2010 la Corte Suprema ha annullato la condanna e ha ordinato un nuovo processo. Nello stesso anno, il pubblico ministero ha poi archiviato il caso contro Trifunović e altri quattro ufficiali, affermando che l'imputato "ha agito per estrema necessità". Il tribunale superiore della città slovena di Maribor lo ha assolto nel luglio 2014 per aver commesso crimini di guerra contro civili nel giugno 1991.
In Croazia però, il tribunale della contea di Varaždin lo condannò nel 1993 insieme a due dei suoi ufficiali (Berislav Popov e Vladimir Davidović) a 15 anni per aver commesso crimini di guerra nella città, atto precedente alla ritirata. La Corte Suprema croata confermò il verdetto nel 1994.
Trifunović disse di sé:
(Vladimir Trifunović)
Dopo aver raccolto testimonianze da Radimir Čačić (ex vice primo ministro croato) e altri, il tribunale della contea di Varaždin concesse a Trifunović un nuovo processo nel 2013, che fu successivamente trasferito al tribunale della contea di Zagabria. Trifunović non poté partecipare alle udienze a causa del suo cattivo stato di salute e il tribunale si aggiornò per l'ultima volta a dicembre 2014.
Trifunović combatté anche durante i suoi ultimi anni per dimostrarsi innocente.
Trifunović morì il 17 gennaio 2017 nell'ospedale di Belgrado, all'età di 79 anni. I suoi funerali si svolsero nel paesino natale di Rakelići, nei pressi di Prijedor in Bosnia Erzegovina.

## Onorificenze
Nel 2014 ricevette il premio Duško Kondor “al coraggio civile” a Sarajevo.
Youth Initiative for Human Rights (YIHR) chiede di costruire un monumento a Belgrado per Trifunović per ricordare anche alle nuove generazioni i valori della sua figura e di tutti gli eroi che hanno salvato vite umane nei momenti bui della storia recente.